# Verbandsgemeinde Wittlich-Land (1968–2014)

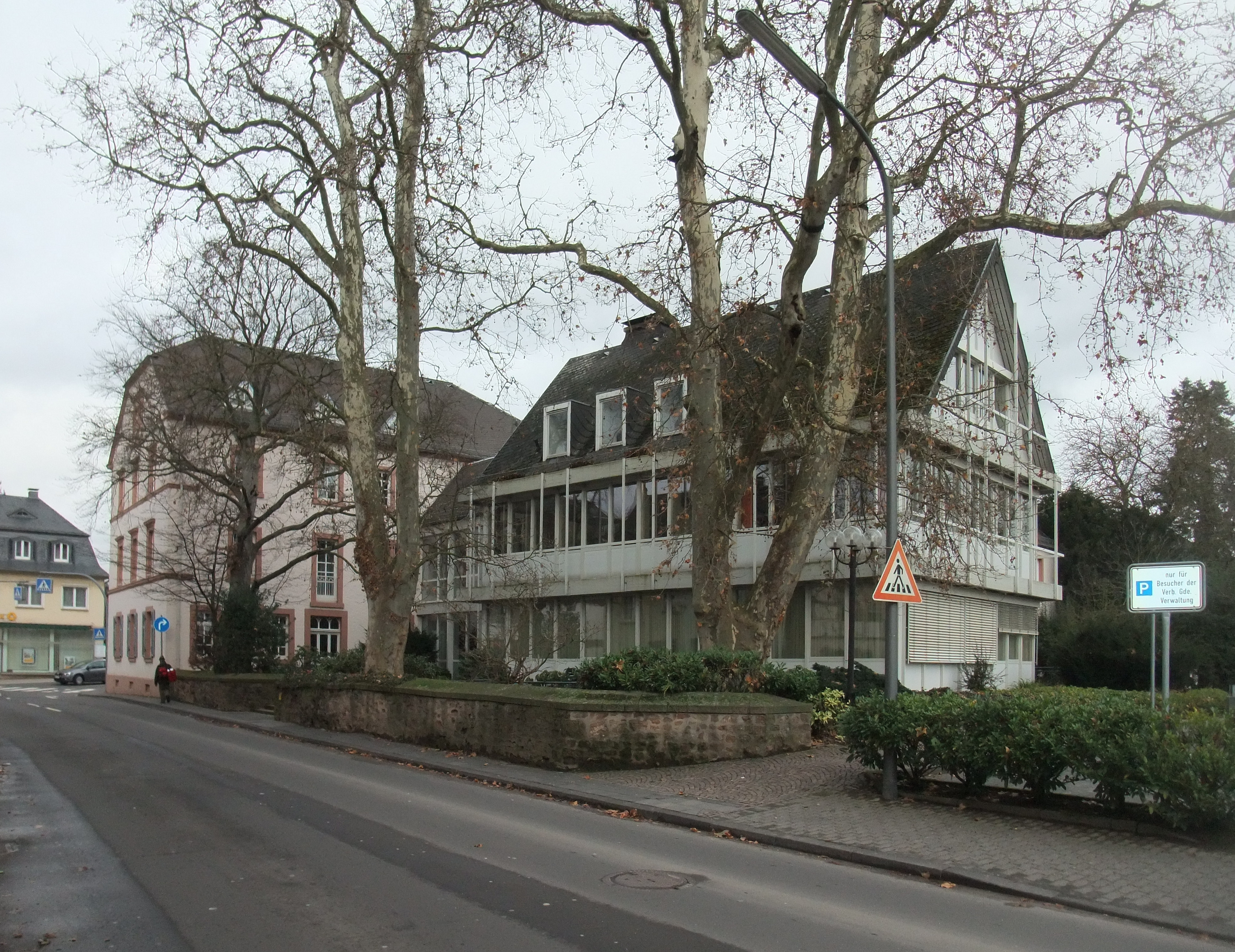
Rathaus

Die Verbandsgemeinde Wittlich-Land (1968–2014) war eine Gebietskörperschaft im Landkreis Bernkastel-Wittlich in Rheinland-Pfalz. Der Verbandsgemeinde gehörten 24 eigenständige Ortsgemeinden an, der Verwaltungssitz war in der Stadt Wittlich, die aber der Verbandsgemeinde nicht angehörte.
Zum 1. Juli 2014 wurde die Verbandsgemeinde mit der Verbandsgemeinde Manderscheid zu einer neuen und größeren Verbandsgemeinde Wittlich-Land zusammengelegt.

## Geographie
Die Höhenlage des Wittlicher Landes reicht von 125 m bei Platten im Liesertal bis auf 448 m auf dem Kellerberg bei Dierscheid, der höchsten Erhebung der Südeifel, zu deren Landschaft der größere Teil des Verbandsgemeindegebietes gehört, während der kleinere Teil landschaftlich dem Moseltal zuzuordnen ist. Durch die Ausläufer der Eifelberge fließen die zwei Nebenflüsse der Mosel, Salm und Lieser.

## Verbandsangehörige Gemeinden
| Ortsgemeinde                             | Fläche (km²) |
| ---------------------------------------- | ------------ |
| Altrich                                  | 16,25        |
| Arenrath                                 | 6,77         |
| Bergweiler                               | 13,24        |
| Binsfeld                                 | 9,97         |
| Bruch                                    | 8,63         |
| Dierscheid                               | 2,42         |
| Dodenburg                                | 3,84         |
| Dreis                                    | 11,26        |
| Esch                                     | 2,29         |
| Gladbach                                 | 3,60         |
| Heckenmünster                            | 4,88         |
| Heidweiler                               | 10,29        |
| Hetzerath                                | 13,87        |
| Hupperath                                | 4,11         |
| Klausen                                  | 9,22         |
| Landscheid                               | 30,20        |
| Minderlittgen                            | 8,19         |
| Niersbach                                | 12,82        |
| Osann-Monzel                             | 16,58        |
| Platten                                  | 6,63         |
| Plein                                    | 7,22         |
| Rivenich                                 | 7,78         |
| Salmtal                                  | 14,09        |
| Sehlem                                   | 11,25        |
| Verbandsgemeinde Wittlich-Land, bis 2014 | 235,38       |

## Geschichte
Der größte Teil der Ortschaften des Wittlicher Landes stammt aus der fränkischen Siedlungsperiode des 6. bis 8. Jahrhunderts. Um die Jahrtausendwende findet man einzelne Orte im Besitz verschiedener Klöster und kleinerer Lehnsherrschaften. Im Bereich des Wittlicher Landes überschnitten sich die Herrschaftsbereiche des Erzbistums Trier und der Grafschaft Luxemburg, zwischen denen es wegen gegenseitiger Gebietsansprüche häufig zu kriegerischen Auseinandersetzungen kam. Im Jahre 1146 fiel die Entscheidung, die den Bestand der Grenzen bis zum Ende des alten Reiches sicherte. Der Erzbischof baute die Burgen Obermanderscheid und Neuerburg bei Wittlich als Landesburgen aus, die ihm als Grenzsicherung gegen Luxemburg dienten. Nachdem die Erzbischöfe von Trier zu Anfang des 14. Jahrhunderts die Würde eines Kurfürsten erlangt hatten, fiel das Wittlicher Land in den Bereich von vier kurfürstlichen Ämtern: Wittlich, Manderscheid, Pfalzel und Bernkastel. Das Dorf Dreis gehörte der Abtei Echternach.
Der westliche Teil des Wittlicher Landes mit der Herrschaft Bruch gehörte zum Herzogtum Luxemburg. Dieser Bereich umfasste die Gemeinden Bruch, Dierscheid, Gladbach, Greverath, Heidweiler, Heckenmünster und Niersbach. Die Gemeinde Dodenburg zählte zur Herrschaft Scharfbillig.
Während der Zeit der französischen Annexion von 1794 bis 1814 gehörte das Wittlicher Land mit seinem größten Teil zum Département de la Sarre, im Übrigen zum Département des Forêts. Unter preußischer Verwaltung bildete Wittlich im Regierungsbezirk Trier der Rheinprovinz einen eigenen Landkreis mit mehreren Bürgermeistereien.
1970 wurde die vergrößerte Verbandsgemeinde im Zuge einer Verwaltungsreform aus Teilen der ehemaligen Verbandsgemeinde Wittlich-Land, der Verbandsgemeinde Binsfeld sowie der Verbandsgemeinde Hetzerath gebildet.

## Politik
Die Bürgermeister der Verbandsgemeinde ab 1971: siehe unter Verbandsgemeinde Wittlich-Land#Politik.

## Wirtschaft
Die wirtschaftliche Struktur der Verbandsgemeinde Wittlich-Land, früher geprägt durch Land- und Forstwirtschaft sowie den Weinbau, hat sich seit den 1960er Jahren Schritt für Schritt in Richtung auf verarbeitendes Gewerbe, Handel und Dienstleistungen verändert.
Durch die Flächennutzungsplanung der Verbandsgemeinde und entsprechende Bebauungspläne der Ortsgemeinden werden Gewerbe- und Industriegebiete ausgewiesen und erschlossen.
Dies geschieht schwerpunktmäßig in den im Regionalen Raumordnungsplan mit der besonderen Funktion „Gewerbe“ ausgewiesenen Ortsgemeinden Binsfeld, Hetzerath, Landscheid und Salmtal, im „Industriepark Region Trier“ sowie in den Ortsgemeinden Dreis, Klausen, Osann-Monzel und Sehlem im Rahmen der Eigenentwicklung.

### Verkehr
Durch die Eifelautobahn (A 1/48) Koblenz – Trier ist Wittlich-Land aus dem nördlichen Rheinland-Pfalz, dem angrenzenden Köln-Bonner Raum und dem Ruhrgebiet zu erreichen. Seit dem Jahr 2003 stellt die weitergebaute A 60 eine Verbindung über Bitburg nach Lüttich und Brüssel dar. Ein Netz von Landes- und Kreisstraßen sorgt für die Naherschließung. Die Bahnstrecke Koblenz-Trier hat Stationen in Wittlich, Salmtal, Sehlem und Hetzerath. Linienbusse im Verkehrsverbund Region Trier vervollständigen das öffentliche Personen-Nahverkehrs-Netz von der Kreisstadt Wittlich aus.

### Tourismus
Die Verbandsgemeinde Wittlich-Land wird touristisch auch als „Moseleifel“ bezeichnet.
Der Maare-Mosel-Radweg entstand auf der ehemaligen Bahntrasse Daun – Lieser mit der Fortführung nach Bernkastel-Kues. Der Radweg Wittlicher Senke verläuft zwischen Wittlich und Schweich durch das Gebiet der Verbandsgemeinde und der Salm-Radweg verläuft entlang der Salm zwischen Dreis und Klüsserath/Mosel.
An das überregionale Wanderwegenetz ist die Verbandsgemeinde durch den Eifelsteig angebunden. Dieser Premiumwanderweg führt von Himmerod kommend durch das Salmtal bis Bruch und dann durch das Heckenland über Greverath bis nach Kordel an der Kyll.